# IC 2741
IC 2741 ist eine Spiralgalaxie vom Hubble-Typ S im Sternbild Löwe auf der Ekliptik. Sie ist schätzungsweise 399 Millionen Lichtjahre von der Milchstraße entfernt und hat einen Durchmesser von etwa 110.000 Lichtjahren.
Im selben Himmelsareal befinden sich u. a. die Galaxien IC 2740, IC 2748, IC 2770, IC 2783.
Das Objekt wurde am 27. März 1906 von Max Wolf entdeckt.